# Братство (партия)
«Бра́тство» — украинская политическая партия, созданная Дмитрием Корчинским. Зарегистрирована Минюстом Украины 5 августа 2004 года, свидетельство № 99-п.п.
Партия Братство прошла жеребьевку на участие в работе окружных избирательных комиссий на Выборах Верховной Рады Украины 2012 года. После чего, по словам Дмитрия Корчинского, продала свои места в ОИК.
Сам Корчинский называет «Братство» «философским кружком».
17 ноября 2014 года партия была признана экстремистской организацией и её деятельность была запрещена на территории России по решению Верховного Суда Российской Федерации.

## Направление и деятельность
В 2004 году некоторые политические обозреватели связывали «Братство» Дмитрия Корчинского с именем Виктора Медведчука и его тогдашней партией СДПУ(о). Заместителем председателя партии стал Алексей Арестович.
Так, в «темниках Медведчука», разосланных в марте 2004 года, давались указания детально освещать в СМИ акцию «Братства» и развёрнуто подавать комментарии Леонида Кучмы и Виктора Януковича, но игнорировать оппозиционные выступления и не показывать флагов с надписями «ТАК Ющенко». В другой раз, когда в темниках проводилась попытка обвинить Ющенко и Юлию Тимошенко в аресте самолёта Ан-124 «Руслан» в Канаде, представители «Братства» устроили драку с правоохранителями около посольства Канады на Украине.
31 марта 2004 года члены «Братства» облили клеем и водой Джорджа Сороса крича: «Сорос, прочь из Украины, у тебя ничего не получится» (укр. Сорос, геть з України, у тебе нічого не вийде). Позже они пытались забрасывать его автомобиль яйцами. В ответ на эту ситуацию Джордж Сорос дал такую оценку: «Мне удивительно, что 1+1 даёт эфир человеку, который контролирует группу хулиганов» — имея в виду главу «Братства» Дмитрия Корчинского (ведущего программу «Проте»).
В июле 2004 года «Братство» способствовало организации забастовки на судостроительном заводе «Залив», совладельцем которого был заместитель начальника штаба «Нашей Украины» Давид Жвания.
23 сентября 2004 года представители «Братства» ворвались в здание Центральной избирательной комиссии с требованием открыть избирательные участки в Приднестровье. В результате столкновения с охраной ЦИК один из охранников получил травму головы, некоторые окна остались без стёкол. На следующий день Юрий Кармазин оценил это событие как заказ власти для дестабилизации ситуации в стране.
После Оранжевой революции «Братство» Корчинского объединилось с идеологически противоположной Прогрессивно-социалистической партией Натальи Витренко и выступало против движения новой власти в НАТО и сближения с США и ЕС. По словам Корчинского, к их новообразованной оппозиции должна была присоединиться Партия регионов и СДПУ(о). Накануне Корчинский также утверждал, что, по его мнению, Виктор Медведчук «не сложит оружие» и станет одним из лидеров объединённой оппозиции при президентстве Виктора Ющенко.
17 ноября 2014 года партия была признана экстремистской и её деятельность была запрещена на территории России по решению Верховного Суда Российской Федерации.
В конце 2017 года и в 2018 году партия активно блокировала офисы телеканалов NewsOne и ZIK. Активисты «Братства» начинали круглосуточное пикетирование телеканала ZIK под столичной студией в Международном центре культуры и искусств Федерации профсоюзов Украины.
Дмитрий Корчинский написал в Facebook, что его люди начинают круглосуточное пикетирование ZIK-а, поскольку у него появилась информация, что Виктор Медведчук собрался купить телеканал. В 2019 году телеканал был куплен Виктором Медведчуком.
В мае 2021 года «Братство» вместе с другими организациями принимали участие в акциях протеста с требованием заключения под стражу Виктора Медведчука и закрытия купленных им телеканалов «Академия» и «Здоровье».
По сообщениям некоторых СМИ, члены одноимённого батальона, созданного на основе данной организации «Братство», участвовали в диверсиях внутри России после начала российского вторжения на Украину.